# Zhuldyz Eshimova
Zhuldyz Eshimova (en kazajo: Жұлдыз Аттакуровна Эшимова; Biskek, 2 de enero de 1988) es una luchadora kazaja de lucha libre. Participó en los Juegos Olímpicos de Londres 2012 en la categoría de 48 kg, consiguiendo un 15.º puesto. Compitió en siete campeonatos mundiales. Consiguió una medalla de plata en 2008 y de bronce en 2011. Terminó en el lugar séptimo en Juegos Asiáticos de 2006 y 2010. Ganó cinco medallas en Campeonatos Asiáticos, de oro en 2007. Representó a su país en la Copa del Mundo en 2011 clasificándose en la primera posición. Vicecampeona mundial de júniores del año 2008.